# Formicococcus speciosus
Formicococcus speciosus är en insektsart som först beskrevs av Wang 1982.  Formicococcus speciosus ingår i släktet Formicococcus och familjen ullsköldlöss. Inga underarter finns listade i Catalogue of Life.